# Piłka nożna na Letnich Igrzyskach Olimpijskich 1972
Piłka nożna na Letnich Igrzyskach Olimpijskich 1972 w Monachium rozgrywana była w dniach 27 sierpnia – 10 września. Rozegrano tylko turniej mężczyzn, w którym udział wzięło 16 reprezentacji. W finale zawodów reprezentacja Polski pokonała drużynę Węgier 2:1 i zdobyła złoty medal. Brązowe medale przypadły drużynom Niemieckiej Republiki Demokratycznej i Związku Radzieckiego, które w meczu o 3. miejsce remisowały 2:2 – tym samym obie drużyny otrzymały brązowe medale. Oprócz Monachium, mecze rozegrano również w Ingolstadt, Augsburgu, Norymberdze, Ratyzbonie i Pasawie.

## Areny zawodów
| Monachium      | Norymberga        |
| -------------- | ----------------- |
| Olympiastadion | Frankenstadion    |
|                |                   |
| Ratyzbona      | Pasawa            |
| Jahnstadion    | Dreiflüssestadion |
|                |                   |
| Ingolstadt     | Augsburg          |
| ESV-Stadion    | Rosenaustadion    |
|                |                   |

## Wyniki zawodów[5]

### Grupa A
| Drużyna           | Pkt | Mecze | Zwycięstwa | Remisy | Porażki | +  | –  | +/− |
| ----------------- | --- | ----- | ---------- | ------ | ------- | -- | -- | --- |
| RFN               | 6   | 3     | 3          | 0      | 0       | 13 | 0  | 13  |
| Maroko            | 3   | 3     | 1          | 1      | 1       | 6  | 3  | 3   |
| Malezja           | 2   | 3     | 1          | 0      | 2       | 3  | 9  | -6  |
| Stany Zjednoczone | 1   | 3     | 0          | 1      | 2       | 0  | 10 | -10 |

| 27 sierpnia       |     |                   |            |
| Malezja           | 0:3 | RFN               | Monachium  |
| Maroko            | 0:0 | Stany Zjednoczone | Augsburg   |
| 29 sierpnia       |     |                   |            |
| RFN               | 3:0 | Maroko            | Pasawa     |
| Stany Zjednoczone | 0:3 | Malezja           | Ingolstadt |
| 31 sierpnia       |     |                   |            |
| Stany Zjednoczone | 0:7 | RFN               | Monachium  |
| Maroko            | 6:0 | Malezja           | Ingolstadt |

### Grupa B
| Drużyna | Pkt | Mecze | Zwycięstwa | Remisy | Porażki | + | – | +/− |
| ------- | --- | ----- | ---------- | ------ | ------- | - | - | --- |
| ZSRR    | 6   | 3     | 3          | 0      | 0       | 7 | 2 | 5   |
| Meksyk  | 4   | 3     | 2          | 0      | 1       | 3 | 4 | -1  |
| Birma   | 2   | 3     | 1          | 0      | 2       | 2 | 2 | 0   |
| Sudan   | 0   | 3     | 0          | 0      | 3       | 1 | 5 | -4  |

| 28 sierpnia |     |        |            |
| Birma       | 0:1 | ZSRR   | Ratyzbona  |
| Sudan       | 0:1 | Meksyk | Norymberga |
| 30 sierpnia |     |        |            |
| ZSRR        | 2:1 | Sudan  | Monachium  |
| Meksyk      | 1:0 | Birma  | Norymberga |
| 1 września  |     |        |            |
| Meksyk      | 1:4 | ZSRR   | Ratyzbona  |
| Sudan       | 0:2 | Birma  | Pasawa     |

### Grupa C
| Drużyna  | Pkt | Mecze | Zwycięstwa | Remisy | Porażki | + | – | +/− |
| -------- | --- | ----- | ---------- | ------ | ------- | - | - | --- |
| Węgry    | 5   | 3     | 2          | 1      | 0       | 9 | 2 | 7   |
| Dania    | 4   | 3     | 2          | 0      | 1       | 7 | 4 | 3   |
| Iran     | 2   | 3     | 1          | 0      | 2       | 1 | 9 | -8  |
| Brazylia | 1   | 3     | 0          | 1      | 2       | 4 | 6 | -2  |

| 27 sierpnia |     |          |            |
| Iran        | 0:5 | Węgry    | Norymberga |
| Brazylia    | 2:3 | Dania    | Pasawa     |
| 29 sierpnia |     |          |            |
| Węgry       | 2:2 | Brazylia | Monachium  |
| Dania       | 4:0 | Iran     | Augsburg   |
| 31 sierpnia |     |          |            |
| Dania       | 0:2 | Węgry    | Augsburg   |
| Brazylia    | 0:1 | Iran     | Ratyzbona  |

### Grupa D
| Drużyna  | Pkt | Mecze | Zwycięstwa | Remisy | Porażki | +  | –  | +/− |
| -------- | --- | ----- | ---------- | ------ | ------- | -- | -- | --- |
| Polska   | 6   | 3     | 3          | 0      | 0       | 11 | 2  | 9   |
| NRD      | 4   | 3     | 2          | 0      | 1       | 11 | 3  | 8   |
| Kolumbia | 2   | 3     | 1          | 0      | 2       | 5  | 12 | -7  |
| Ghana    | 0   | 3     | 0          | 0      | 3       | 1  | 11 | -10 |

| 28 sierpnia |     |          |            |
| Ghana       | 0:4 | NRD      | Monachium  |
| Kolumbia    | 1:5 | Polska   | Ingolstadt |
| 30 sierpnia |     |          |            |
| NRD         | 6:1 | Kolumbia | Pasawa     |
| Polska      | 4:0 | Ghana    | Ratyzbona  |
| 1 września  |     |          |            |
| Kolumbia    | 3:1 | Ghana    | Monachium  |
| Polska      | 2:1 | NRD      | Norymberga |

### Grupa 1
| Drużyna | Pkt | Mecze | Zwycięstwa | Remisy | Porażki | +  | –  | +/− |
| ------- | --- | ----- | ---------- | ------ | ------- | -- | -- | --- |
| Węgry   | 6   | 3     | 3          | 0      | 0       | 8  | 1  | 7   |
| NRD     | 4   | 3     | 2          | 0      | 1       | 10 | 4  | 6   |
| RFN     | 1   | 3     | 0          | 1      | 2       | 4  | 8  | -4  |
| Meksyk  | 1   | 3     | 0          | 1      | 2       | 1  | 10 | -9  |

| 3 września |     |        |            |
| RFN        | 1:1 | Meksyk | Norymberga |
| Węgry      | 2:0 | NRD    | Pasawa     |
| 5 września |     |        |            |
| NRD        | 7:0 | Meksyk | Ingolstadt |
| 6 września |     |        |            |
| RFN        | 1:4 | Węgry  | Ratyzbona  |
| 8 września |     |        |            |
| Węgry      | 2:0 | Meksyk | Norymberga |
| NRD        | 3:2 | RFN    | Monachium  |

### Grupa 2
| Drużyna | Pkt | Mecze | Zwycięstwa | Remisy | Porażki | + | –  | +/− |
| ------- | --- | ----- | ---------- | ------ | ------- | - | -- | --- |
| Polska  | 5   | 3     | 2          | 1      | 0       | 8 | 2  | 6   |
| ZSRR    | 4   | 3     | 2          | 0      | 1       | 8 | 2  | 6   |
| Dania   | 3   | 3     | 1          | 1      | 1       | 4 | 6  | -2  |
| Maroko  | 0   | 3     | 0          | 0      | 3       | 1 | 11 | -10 |

| 3 września |     |        |            |
| Maroko     | 0:3 | ZSRR   | Monachium  |
| Dania      | 1:1 | Polska | Ingolstadt |
| 5 września |     |        |            |
| Maroko     | 1:3 | Dania  | Pasawa     |
| Polska     | 2:1 | ZSRR   | Ratyzbona  |
| 8 września |     |        |            |
| Polska     | 5:0 | Maroko | Norymberga |
| Dania      | 0:4 | ZSRR   | Augsburg   |

### Mecz o 3. miejsce
| 10 września, Monachium |     |      |
| NRD                    | 2:2 | ZSRR |

### Finał
| 10 września, Monachium |     |       |
| Polska                 | 2:1 | Węgry |

## Ostateczna tabela
| Poz. | Drużyna           |
| ---- | ----------------- |
|      | Polska            |
|      | Węgry             |
|      | NRD               |
|      | ZSRR              |
| 5.   | RFN               |
| 6.   | Dania             |
| 7.   | Meksyk            |
| 8.   | Maroko            |
| 9.   | Malezja           |
| 10.  | Birma             |
| 11.  | Iran              |
| 12.  | Kolumbia          |
| 13.  | Stany Zjednoczone |
| 14.  | Sudan             |
| 15.  | Brazylia          |
| 16.  | Ghana             |

## Medaliści
| Medal | Państwo | Piłkarze |
| ----- | ------- | --- |
|       | Polska  | Zygmunt Anczok, Lesław Ćmikiewicz, Kazimierz Deyna, Robert Gadocha, Jerzy Gorgoń, Zbigniew Gut, Andrzej Jarosik, Kazimierz Kmiecik, Hubert Kostka, Jerzy Kraska, Grzegorz Lato, Zygmunt Maszczyk, Włodzimierz Lubański, Joachim Marx, Antoni Szymanowski, Marian Ostafiński, Marian Szeja, Zygfryd Szołtysik, Ryszard Szymczak                                |
|       | Węgry   | László Bálint, László Branikovics, Lajos Kocsis, Mihály Kozma, Antal Dunai, Ede Dunai, István Géczi, József Kovács, Lajos Kü, Péter Juhász, Miklós Páncsics, Adám Rothermel, Péter Vépi, Lajos Szücs, Kálmán Tóth, Béla Váradi, Csaba Vidáts |
|       | NRD     | Jürgen Croy, Manfred Zapf, Konrad Weise, Bernd Bransch, Jürgen Pommerenke, Jürgen Sparwasser, Hans-Jürgen Kreische, Joachim Streich, Wolfgang Seguin, Peter Ducke, Frank Ganzera, Lothar Kurbjuweit, Eberhard Vogel, Ralf Schulenberg, Reinhard Häfner, Harald Irmscher, Siegmar Wätzlich, Axel Tyll, Dieter Schneider                                        |
|       | ZSRR    | Arkadij Andreasjan, Ołeh Błochin, Murtaz Churcilawa, Rewaz Dzodzuaszwili, Jurij Istomin, Andriej Jakubik, Jurij Jelisiejew, Giennadij Jewriużychin, Wołodymyr Kapłyczny, Wiktor Kołotow, Anatolij Kuksow, Jewgienij Łowczew, Jożef Sabo, Siergiej Olszanski, Wołodymyr Onyszczenko, Władimir Pilguj, Jewhen Rudakow, Howhannes Zanazanian, Wjaczesław Semenow |

## Strzelcy bramek
9 goli
- Kazimierz Deyna

7 goli
- Antal Dunai

6 goli
- Joachim Streich
- Robert Gadocha
- Ołeh Błochin
- Bernd Nickel

5 goli
- Hans-Jürgen Kreische
- Jürgen Sparwasser
- Ottmar Hitzfeld

3 gole
- Allan Simonsen
- Heino Hansen
- Eberhard Vogel
- Ede Dunai
- Ahmed Faras
- Wiktor Kołotow
- Wjaczesław Semenow

2 gole
- Dirceu
- Jaime Morón
- Keld Bak
- Béla Várady
- Lajos Kű
- Leonardo Cuéllar
- Jerzy Gorgoń
- Włodzimierz Lubański
- Rudolf Seliger

1 gol
- Pedrinho
- Zé Carlos
- Aung Moe Thin
- Soe Than
- Ángel Torres
- Fabio Espinosa
- Luis Montaño
- Kristen Nygaard
- Leif Printzlau
- Per Røntved
- Frank Ganzera
- Jürgen Pommerenke
- Peter Ducke
- Reinhard Häfner
- Ibrahim Sunday
- Kálmán Tóth
- Lajos Kocsis
- Mihály Kozma
- Péter Juhász
- Majid Halvai
- Salleh Ibrahim
- Shaharuddin Abdullah
- Zawawi Yusoff
- Boujemaa Benkhrif
- Mohamed Merzaq
- Mohammed El Filali
- Mohammed Tati
- Daniel Razo
- Manuel Manzo
- Kazimierz Kmiecik
- Zygfryd Szołtysik
- Giennadij Jewriużychin
- Murtaz Churcilawa
- Howhannes Zanazanian
- Jożef Sabo
- Jurij Jelisiejew
- Jaxa
- Hermann Bitz
- Jürgen Kalb
- Ronald Worm
- Uli Hoeneß